# 沙佩勒
沙佩勒是瑞士的城鎮，位於該國西部，由弗里堡州負責管轄，面積2.03平方公里，海拔高度739米，2011年人口260，六成人口信奉羅馬天主教，人口密度每平方公里128人。